# 格非
格非（1964年8月—），原名刘勇，江蘇丹徒人，中国作家，清华大学中国语言文学系比较文学教授。與余華、蘇童等並列為20世纪80年代末90年代初的中國先鋒派作家之一。

## 生平
1985年7月畢業於華東師範大學中文系。1986年发表《追忆乌攸先生》，由此开始发表作品。1987年因发表中篇小说《迷舟》成名。1988年发表的中篇小说《褐色鸟群》富有玄奥特色，被认为是先锋文学的一部重要作品。2000年7月，毕业于华东师范大学中文系中国现当代文学专业，获博士学位。同年调任清华大学中文系。
2005年憑作品「江南三部曲」第一卷《人面桃花》奪第四屆華語文學傳媒大獎年度傑出作家獎、第二屆鼎鈞雙年文學獎。2012年「江南三部曲」第三卷《春盡江南》獲第四屆紅樓夢獎決審團獎。2015年「江南三部曲」全卷獲第九屆茅盾文學獎。2018年《望春風》獲第七屆紅樓夢獎決審團獎。
2021年当选中国作家协会第十届全国委员会副主席。

## 作品

### 长篇小说
- 《敌人》1991年7月花城出版社
- 《边缘》1993年3月浙江文艺出版社
- 《欲望的旗帜》1996年7月江苏文艺出版社
- 《江南三部曲》
  - 《人面桃花》2004年9月春风文艺出版社；绘画评点本2010工人出版社
  - 《春尽江南》2007年1月作家出版社
  - 《山河入梦》2011年8月上海文艺出版社
- 《边缘》2013年上海文艺出版社
- 《月落荒寺》2019年人民文学出版社

### 中短篇小说
- 《追忆乌攸先生》1986.2《中国》杂志
- 《没有人看见草生长》1988.2《关东文学》
- 《欲望的旗帜》1996年江苏文艺出版社
- 《戒指花》2007年春风文艺出版社
- 《隐身衣》2012年上海文艺出版社
- 《谜舟》2013年花城出版社
- 《雨季的感觉》2014年上海文艺出版社
- 《相遇》2014译林出版社
- 《望春风》2016年译林出版社

### 散文随笔
- 《格非文集》（三卷）1995年江苏文艺出版社
- 《格非散文》2000年浙江文艺出版社
- 《塞壬的歌声》2001上海文艺出版社
- 《博尔赫斯的面孔》2014年译林出版社

### 专著
- 《小说艺术面面观》1996年江苏文艺出版社
- 《小说叙事研究》2001年清华大学出版社
- 《卡夫卡的钟摆》2004年华东师范大学出版社
- 《文学的邀约》2010年清华大学出版社
- 《雪隐鹭鸶——金瓶梅的声色与虚无》2014年译林出版社